# Saison 1 de High Potential
Chronologie
Saison 2
La première saison de la série télévisée High Potential, adaptation de la série française HPI, est diffusée du 17 septembre 2024 au 11 février 2025 sur le réseau américain ABC.
Cette saison contient 13 épisodes.
Dans les pays francophones, elle est diffusée sur la plateforme Disney+ du 23 janvier 2025 au 10 avril 2025. 

## Distribution

### Acteurs principaux
- Kaitlin Olson (VF : Victoria Grosbois) : Morgan Gillory
- Daniel Sunjata (VF : Boris Rehlinger) : Adam Karadec
- Javicia Leslie (en) (VF : Déborah Claude) : Daphne Forrester
- Deniz Akdeniz (VF : Benoît Cauden) : Lev « Oz » Osman
- Amirah J (VF : Jaynélia Coadou) : Ava Gillory
- Matthew Lamb (VF : Faustine Legrand) : Elliot Radovic
- Judy Reyes (VF : Daria Levannier) : le capitaine Selena Sotto

### Acteurs récurrents
- Taran Killam (en) (VF : Xavier Fagnon) : Ludo Radovic
- Garret Dillahunt (VF : Vincent Ropion) : le lieutenant Melon
- J. D. Pardo (VF : Emmanuel Garijo) : Tom Flores

### Invités
- Tom Butler (VF : Michel Dodane) : Henry Willingham
- Sarah Smyth (en) : Sofia Bellier
- Sebastien Roberts (VF : Constantin Pappas) : Brian Dimon
- Graham Rogers : Kyle
- Melinda Page Hamilton : Iris Bowman
- Domenick Lombardozzi (VF : Jochen Hägele (en)) : Gio Conforth
- Audrey Wasilewski (VF : Delphine Braillon) : Glenda Walker
- Michelle C. Bonilla : Regina
- Madeline Zima : Mia Ashford
- Christopher Cousins : John Ashford
- Pippa Blaylock : Paige Ashford
- Amy Davidson : Sarah Keller
- Kathleen Munroe : Bethany Reed
- Ben Bode : Mr. Davis
- Kerry O'Malley (en) : Mrs. Davis
- Derek Richardson : Eric Barton
- Lynn Chen : Nina
- Addison Timlin : Brooke Kirkman
- Michael Trotter (en) : Jeremy Davis
- Nona Parker Johnson : Penny Hill
- Daphne Ashbrook : Morris Jardine
- Steve Guttenberg (VF : Hervé Bellon) : Phil Elko
- Sean Patrick Thomas (VF : Jean-Baptiste Anoumon) : Dexter Price
- Melanie Liburd (VF : Fily Keita) : Tiana Johnson
- Beau Billingslea (en) : Marvin Price
- Jazmyn Simon : A'JA
- Eliza Coupe (VF : Anne Dolan) : Carina Wilson
- Rory O'Malley (en) : Brett Lewis
- Amir Talai : Mark Wilson
- Ken Marino (VF : Guillaume Lebon) : Charles Lavoie
- Nasim Pedrad (VF : Elisabeth Ventura) : Nedda Donovan
- Russell Wong : Officer Jean
- Jonathan Chase (VF : Stéphane Pouplard) : Clark Donovan
- Ryan Devlin (en) (VF : Alexandre Gillet) : Matty Donovan
- Marguerite Moreau (VF : Marie Zidi) : Heather Donovan
- Lawrence Pressman (VF : Jean-Pierre Leroux) : George Donovan
- Pamela Roylance : Lenore Donovan
- Noah Sliver : Cody Donovan
- T. J. Thyne : Barry Donovan
- Jocko Sims : Ronnie Oliver
- Hudson Macready : Ryder
- TJ Lee : Officier Lin
- Keith David (VF : Thierry Desroses) : le capitaine Pacheco
- Amanda Perez : Aria Vale
- Adam Kantor : Spencer Wallace
- David Giuntoli : David Peck

## Épisodes

### Épisode 1:Un vent de génie
- États-Unis : 17 septembre 2024 sur ABC
- France : 23 janvier 2025 sur Disney+
- Québec : 19 mars 2025 sur TVA

- États-Unis : 3,59 millions de téléspectateurs (première diffusion)

### Épisode 2:Danse au clair de lune
- États-Unis : 24 septembre 2024 sur ABC
- France : 23 janvier 2025 sur Disney+
- Québec : 26 mars 2025 sur TVA

- États-Unis : 3,68 millions de téléspectateurs (première diffusion)

### Épisode 3:L'inconnu de la baignoire
- États-Unis : 8 octobre 2024 sur ABC
- France : 30 janvier 2025 sur Disney+
- Québec : 2 avril 2025 sur TVA

- États-Unis : 3,78 millions de téléspectateurs (première diffusion)

### Épisode 4:Les petites disparues
- États-Unis : 15 octobre 2024 sur ABC
- France : 6 février 2025 sur Disney+
- Québec : 9 avril 2025 sur TVA

- États-Unis : 3,36 millions de téléspectateurs (première diffusion)

### Épisode 5:Un amour empoisonné
- États-Unis : 22 octobre 2024 sur ABC
- France : 13 février 2025 sur Disney+
- Québec : 16 avril 2025 sur TVA

- États-Unis : 3,60 millions de téléspectateurs (première diffusion)

### Épisode 6:Réveil mortel
- États-Unis : 29 octobre 2024 sur ABC
- France : 20 février 2025 sur Disney+
- Québec : 23 avril 2025 sur TVA

- États-Unis : 3,09 millions de téléspectateurs (première diffusion)

La PDG d'une entreprise de dispositifs médicaux est retrouvée morte dans son bureau le lendemain d'une fête débridée de l'entreprise. Le principal suspect est son assistante, qui s'est réveillée dans ce bureau avec la gueule de bois, sans aucun souvenir de la nuit précédente, et a prévenu la police en découvrant sa patronne morte. Malgré tous les indices pointant vers l'assistante, Morgan croit fermement en son innocence. Morgan et Karadec finissent par trouver une vidéo montrant que la PDG a tenté de tuer l'assistante qui lui tenait tête, et que celle-ci l'a tuée par accident, en état de légitime défense.

### Épisode 7:La journée «oui»
- États-Unis : 12 novembre 2024 sur ABC
- France : 27 février 2025 sur Disney+
- Québec : 30 avril 2025 sur TVA

- États-Unis : 3,36 millions de téléspectateurs (première diffusion)

### Épisode 8:La vérité sur l'affaire Lucas Philipps
- États-Unis : 7 janvier 2025 sur ABC
- France : 6 mars 2025 sur Disney+
- Québec : 7 mai 2025 sur TVA

- États-Unis : 5,69 millions de téléspectateurs (première diffusion)

Une femme agressée sur une plage est présumée morte, jusqu'à ce que Morgan remarque qu'elle respire encore. En cherchant à découvrir qui voulait la tuer, l'équipe découvre que la femme enquêtait sur une affaire non résolue vieille de deux ans concernant le meurtre de son petit ami, retrouvé mort sur la même plage. Morgan est frustrée par le manque de pistes et se souvient de l'affaire non résolue qui lui tient à cœur, celle impliquant Roman.

### Épisode 9:Une fortune en jeu
- États-Unis : 14 janvier 2025 sur ABC
- France : 13 mars 2025 sur Disney+
- Québec : 14 mai 2025 sur TVA

- États-Unis : 5,79 millions de téléspectateurs (première diffusion)

### Épisode 10:Des nounous d'enfer
- États-Unis : 21 janvier 2025 sur ABC
- France : 20 mars 2025 sur Disney+
- Québec : 21 mai 2025 sur TVA

- États-Unis : 5,75 millions de téléspectateurs (première diffusion)

### Épisode 11:Autopsie d'un vieux meurtre
- États-Unis : 28 janvier 2025 sur ABC
- France : 27 mars 2025 sur Disney+
- Québec : 28 mai 2025 sur TVA

- États-Unis : 4,77 millions de téléspectateurs (première diffusion)

Sur son lit de mort, George Donovan, un riche patriarche de Beverly Hills, a avoué devant la caméra avoir assassiné son gendre, Barry Johnson, en le poussant dans l'escalier du sous-sol et en lui brisant le cou. Cependant, Selena, qui avait initialement enquêté sur l'affaire dix ans plus tôt, a toujours soupçonné une affaire de drogue qui avait mal tourné et a regretté de ne pas avoir suivi son instinct. Son équipe creusant plus profondément, notamment avec Morgan, découvre que Barry avait en réalité été électrocuté sous la douche avant que son corps ne soit jeté dans le vide-linge, tachant de sang les vêtements de George. Cette révélation fait apparaître un réseau complexe de conflits familiaux et de violences conjugales de Barry envers sa femme, Heather. La nuit de sa mort, une violente dispute au domicile des Donovan avait poussé Barry à prendre la fuite, préparant le terrain pour le véritable crime.

### Épisode 12:À deux, c'est toujours mieux
- États-Unis : 4 février 2025 sur ABC
- France : 3 avril 2025 sur Disney+
- Québec : 4 juin 2025 sur TVA

- États-Unis : 4,84 millions de téléspectateurs (première diffusion)

### Épisode 13:Alors, vous jouez?
- États-Unis : 11 février 2025 sur ABC
- France : 10 avril 2025 sur Disney+
- Québec : 11 juin 2025 sur TVA

- États-Unis : 5,16 millions de téléspectateurs (première diffusion)

## Crédit d'auteurs
- Cet article est partiellement ou en totalité issu de l'article intitulé « High Potential » (voir la liste des auteurs).